# تپه چاه دوازده امام
تپه چاه دوازده امام در ۸۰۰ متری غرب گیلانغرب واقع شده و این اثر در تاریخ ۲۷ اسفند ۱۳۸۶ با شمارهٔ ثبت ۲۲۳۸۶ به‌عنوان یکی از آثار ملی ایران به ثبت رسیده‌است.